# If You Leave Me Tonight I’ll Cry
Az If You Leave Me Tonight I'll Cry egy dal, amit Jerry Wallace country-énekes tett híressé. Eredetileg 1972-ben jelent meg, ez volt az egyetlen dal, ami a toplisták élére került Wallace munkái közül.
A dal szerepelt a Night Gallery egyik 1972-es, a „The Tune in Dan's Cafe” című epizódjában.

## Helyezések
| Slágerlista (1972)                 | Legmagasabb |
| ---------------------------------- | ----------- |
| U.S. Billboard Hot Country Singles | 1.          |
| US Billboard Hot 100               | 38.         |
| Canadian RPM Country Tracks        | 3.          |
| Canadian RPM Top Singles           | 38.         |